# Chile i olympiska vinterspelen 1968
Chile deltog i olympiska vinterspelen 1968. Chiles trupp bestod av 4 idrottare, 3 var män och 1 var kvinna.

## Resultat

### Alpin skidåkning
- Störtlopp herrar
  - Mario Vera - 46
  - Richard Leatherbee - 58
  - Félipe Briones - 60
- Storslalom herrar
  - Richard Leatherbee - 48
  - Mario Vera - 51
  - Félipe Briones - 66
- Slalom herrar
  - Richard Leatherbee - 48
  - Mario Vera - 51
  - Félipe Briones - 66
- Storslalom damer
  - Verena Vogt - 41
- Slalom damer
  - Verena Vogt - DNF